# Egem (Ostflandern)
Egem ist ein Weiler der Teilgemeinde Bambrugge von Erpe-Mere an der Molenbeek in der Denderstreek in der Region Flandern. Es liegt im Südosten der Provinz Ostflandern und gehört zum Arrondissement Aalst. Der Weiler wird begrenzt von Bambrugge selbst, Vlekkem, Teilgemeinde von Erpe-Mere, Ottergem, Teilgemeinde von Erpe-Mere und Zonnegem, Teilgemeinde von Sint-Lievens-Houtem. Egem grenzt auch an die Domäne Steenberg. Egem besteht heute aus zwei Straßen, die Egemstraat und Everdal.

## Geschichte
An der Grenze des Dorfes Vlekkem erstreckt sich Egem, das abhängig von Bambrugge ist. Im Laufe der Jahrhunderte hatte Egem die folgenden Namen: In den ältesten Dokumenten sprach man von Heddeghem (1571), später von Edeghem (1629), Hettegem (1638), Eedegem (1763), Eghem (1779) und 1842 wird Eegem erwähnt. Wie alle flämischen Ortsnamen auf „-gem“ geht auch der von Egem etymologisch zurück auf eine germanische Zusammensetzung mit „-heem“, deutsch: „-haim“, Wohnplatz, und auf eine Ableitung auf „-inga“. Der erste Teil ist nach der Meinung von J. Mansion rekonstruiert von dem germanischen Namen Haid, Hait of Heit. Zusammengesetzt ergibt sich Haidingenheem (dem entspricht Haidingahaim oder Haidingenheim im Deutschen), also die Residenz der Stammesmitglieder oder Anhänger des Franken Haid, als Abwandlung dann Heddeghem. Der Ortsname Egem gehört zu der Gruppe der Ingahemnamen, die älter sind als regelmäßige Hemnamen. Egem wurde zu Beginn der Merowingerzeit im sechsten bis siebten Jahrhundert gegründet und hat so einen älteren Ursprung als Bambrugge. Wahrscheinlich war Egem ein abgelegenes Gehöft, das nicht sehr groß war. Es wurde später durch das schneller entwickelnden Bambrugge absorbiert.

## Lage
|                                                         |                            |
| Lage von Egem in Bambrugge und umliegende Teilgemeinden | Lage von Egem in Erpe-Mere |

## Sehenswürdigkeiten
- Die Egemmolen oder Meuleken Tik Tak (dt.: Egemmühle) ist eine oberschlächtige Wassermühle und steht in Everdal 21. Es war eine Kornmühle. Das Wasserrad wurde entfernt. Die Mühle wurde größtenteils zerstört, aber es gibt immer noch Überbleibsel von dieser Mühle und das Müllerhaus ist noch intakt. Die Mühle ist kein Rijksmonument, steht also nicht unter Denkmalschutz.
- Die Kapelle zu Katstraat

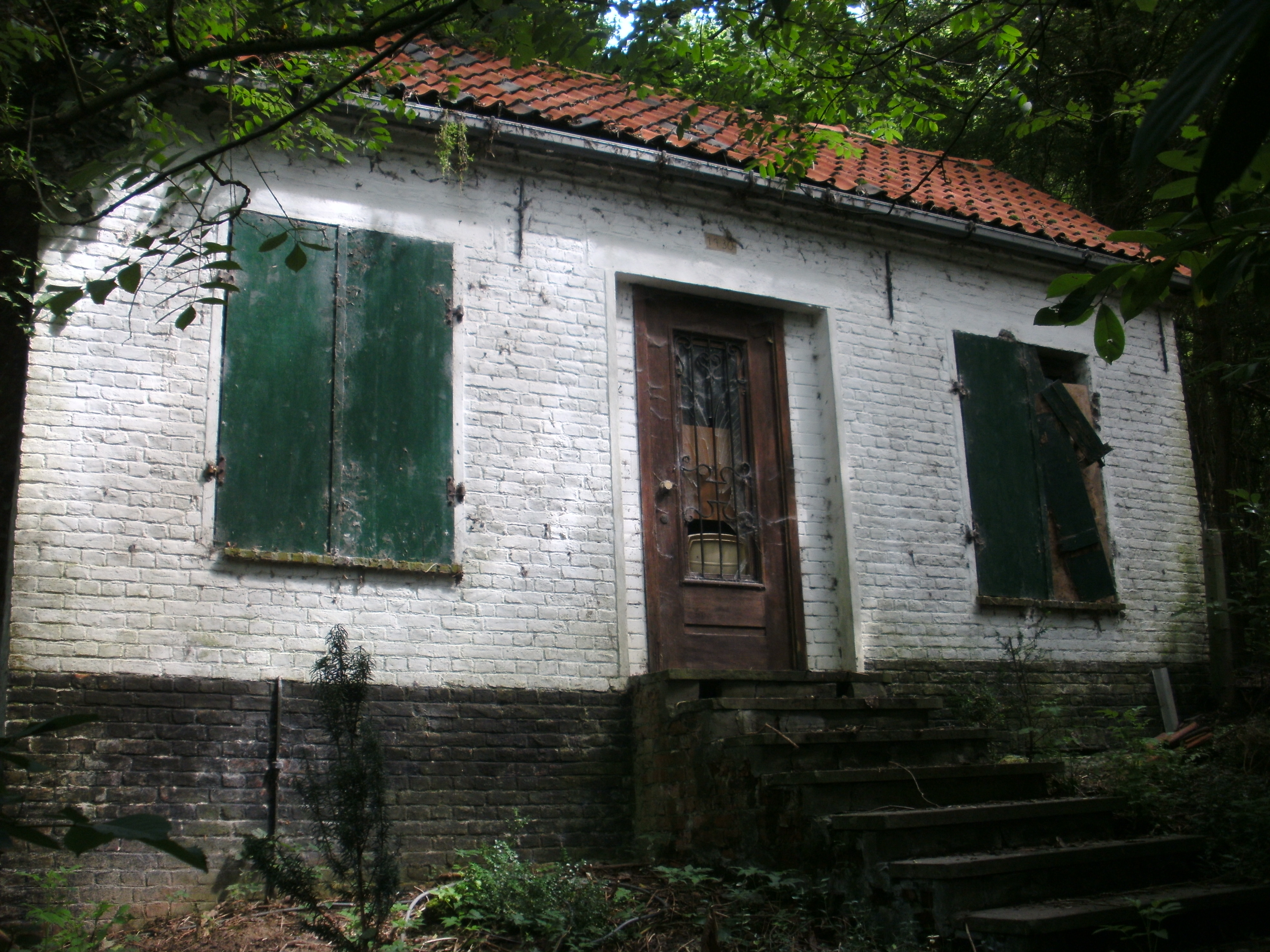
Müllerhaus von den Egemmolen in Bambrugge
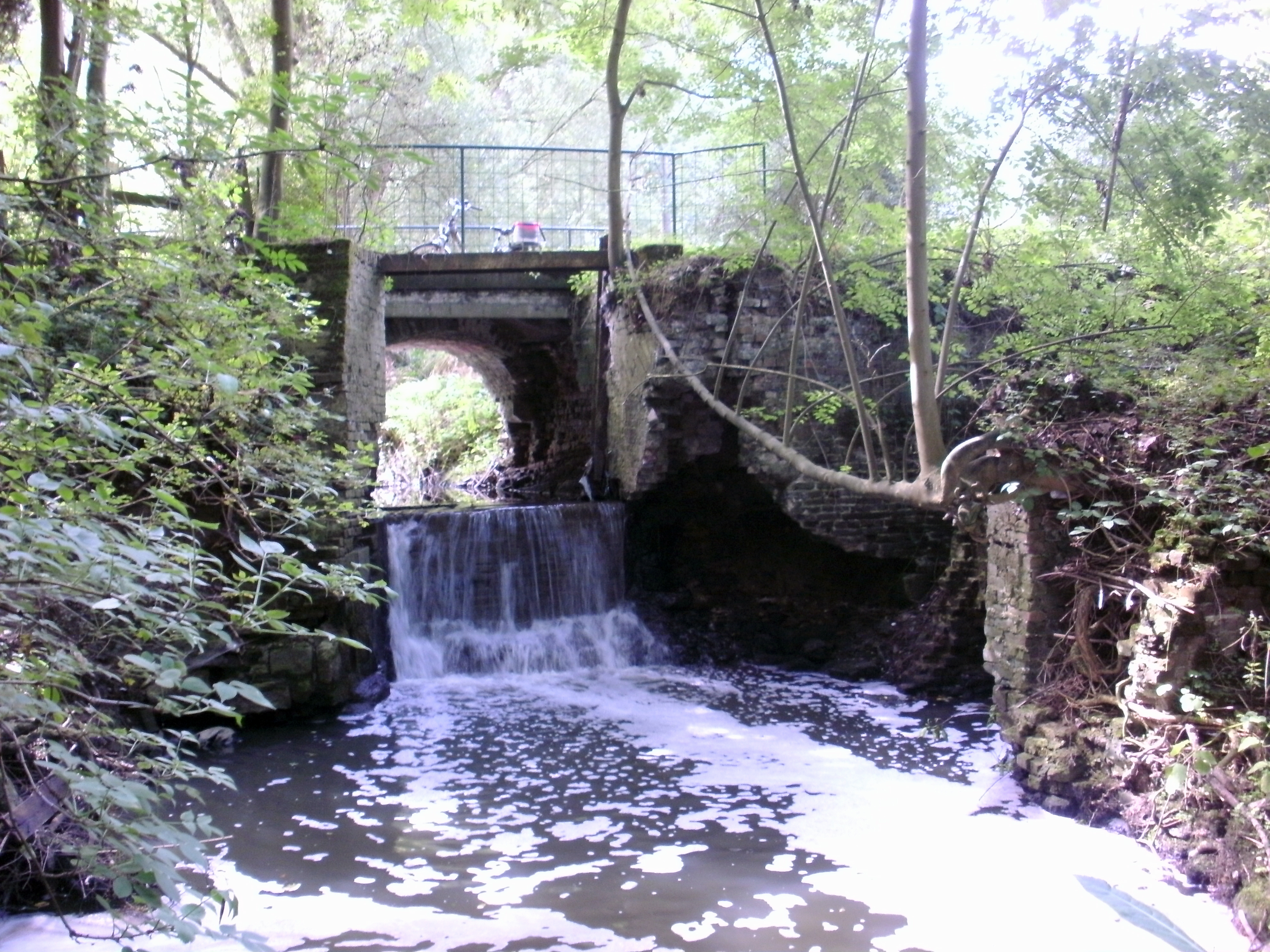
Überbleibsel der Egemmolen in Bambrugge
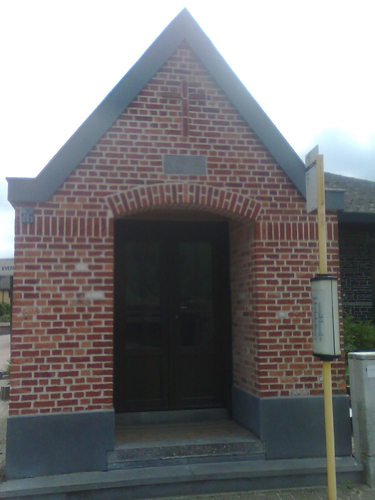
Die Kapelle zu Egemstraat